# リッポーセンター

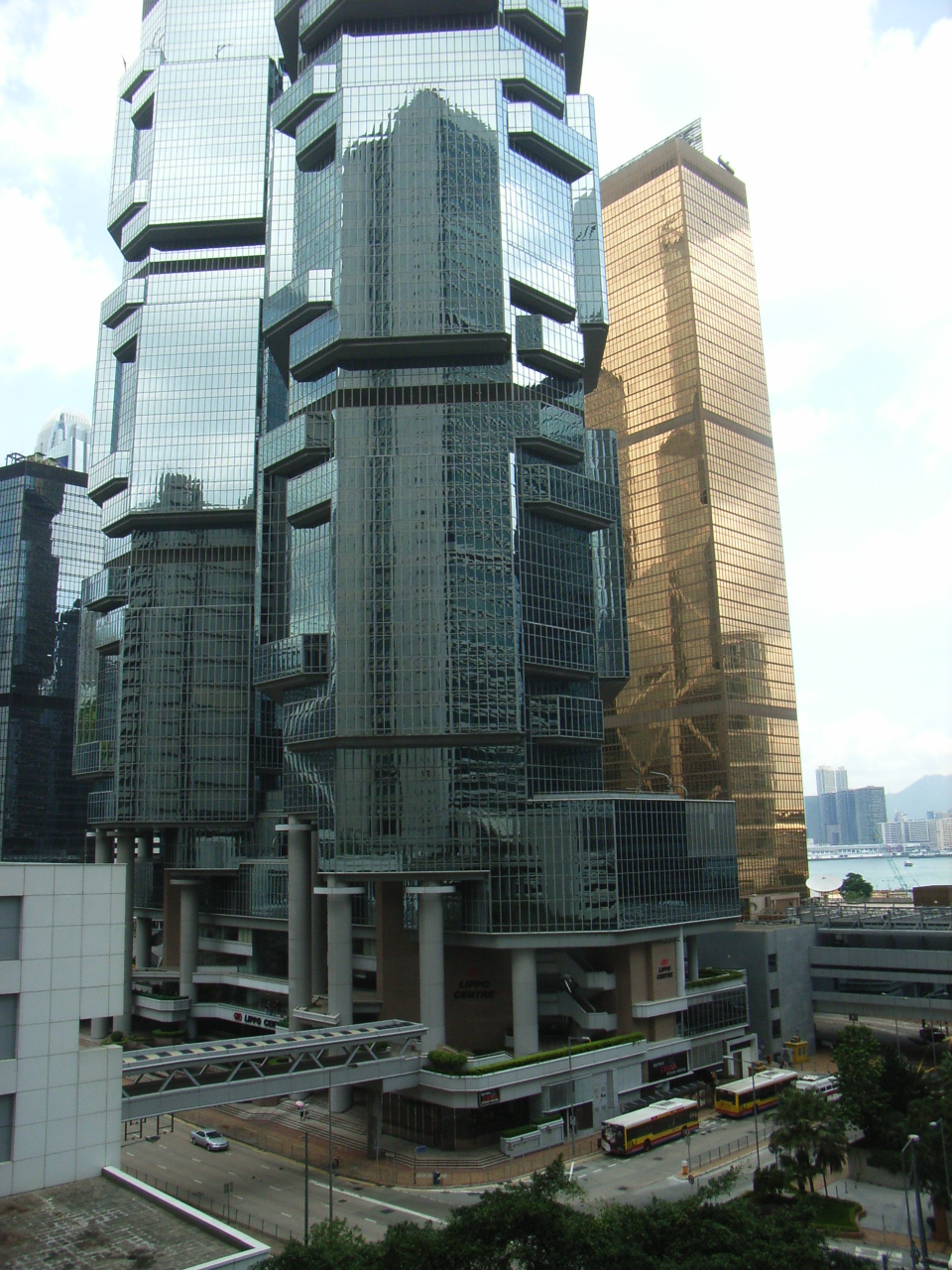
リッポーセンター基部

リッポーセンター（英語：Lippo Centre、中国語（繁体字）：力寶中心）とは、香港の香港島北部、金鐘（Admiralty）地区に位置する超高層ビルである。

## 概要
リッポーセンターは中環（Central）に近い金鐘に位置するツインタワーの超高層ビルである。金鐘道（Queensway）を挟んで、斜め向かい側には中国銀行タワー（中銀大廈：Bank of China Tower）が、ヴィクトリア湾側にはファー・イースト・フィナンシャル・センターが建っている。この建物はアメリカ合衆国の建築家、ポール・ルドルフ（Paul Rudolph）によって設計され、タワー1（Tower One）は高さ172mの44階建て、タワー2（Tower Two）は高さ186mの48階建てである。
形状はかなり複雑な形をしており、その形はコアラがユーカリの木にしがみついている様だとも言われる。これは風水的に大変悪いとされており、ポール・ルドルフの代表作でもあるこの建築は、ビジネス上のトラブルで持主が替わっている。当初はオーストラリア人のアラン・ボンド（Aran Bond）が創設したボンドグループ（Bond Group）により建設され、奔達中心（Bond Centre）と名付けられた。
1989年には資金貸付元だった日本長期信用銀行（現：SBI新生銀行）が経営破綻した原因のひとつとなる、日本のリゾート開発会社であったイ・アイ・イ・インターナショナルがこのビルの所有権を獲得した。
ところが日本経済のバブル崩壊によりイ・アイ・イ社が倒産、それに伴ってインドネシアの華僑系財閥であるリッポーグループ（力寶集團：Lippo Group）により買収され、今の名称に至っている。
このビルには、日本の福井県香港事務所が入居している。
周辺のバンク・オブ・アメリカタワー（美國銀行中心：Bank of America Tower）や遠東金融中心、高等裁判所（高等法院：High Court）とはペデストリアンデッキで繋がっている。

## 周辺施設
- MTR金鐘（Admiralty）駅
- 中国銀行タワー（Bank of China Tower）
- 美國銀行中心（Bank of America Tower）
- 和記大廈（Hatchison House）
- ファー・イースト・フィナンシャル・センター（Far East Financial Centre）
- 金鐘廊（Queensway Plaza）
- 高等法院（High Court）
- 金鐘道政府合署（Queensway Government Office）
- パシフィック・プレイス（太古廣場：Pacific Place）
- コンラッド香港（港麗酒店：Conrad Hong Kong）
- アイランド・シャングリラ（港島香格里拉大酒店：Island Shangri-La Hotel）
- 海富中心（Admiralty Centre）
- 統一中心（United Centre）
- 中国人民解放軍駐香港部隊大廈

## 交通
- 香港MTR金鐘駅より徒歩約5分程度
- その他バス（巴士）、ミニバス（小巴）、路面電車（電車）など利用

## 画像

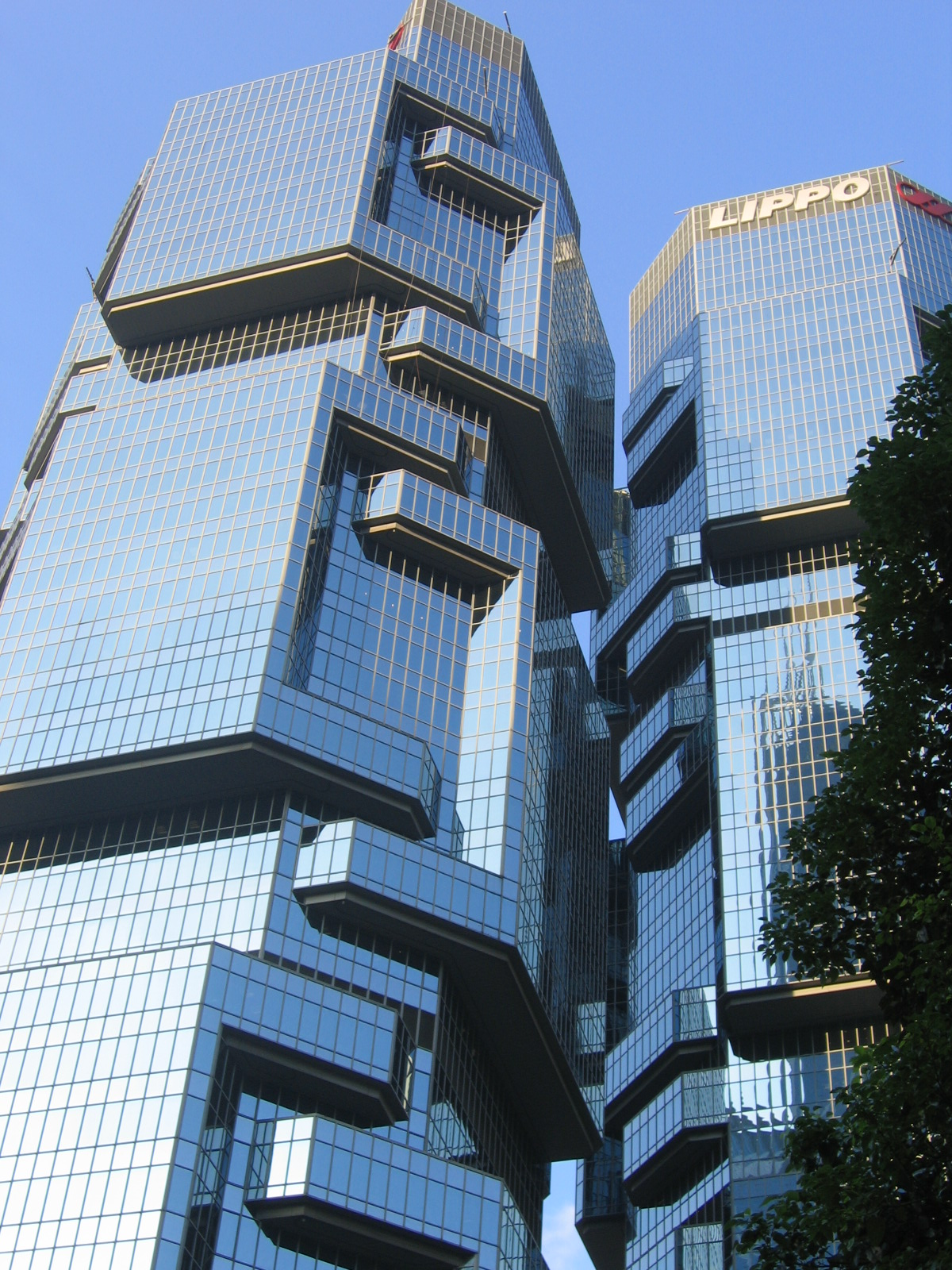
リッポーセンター高層部
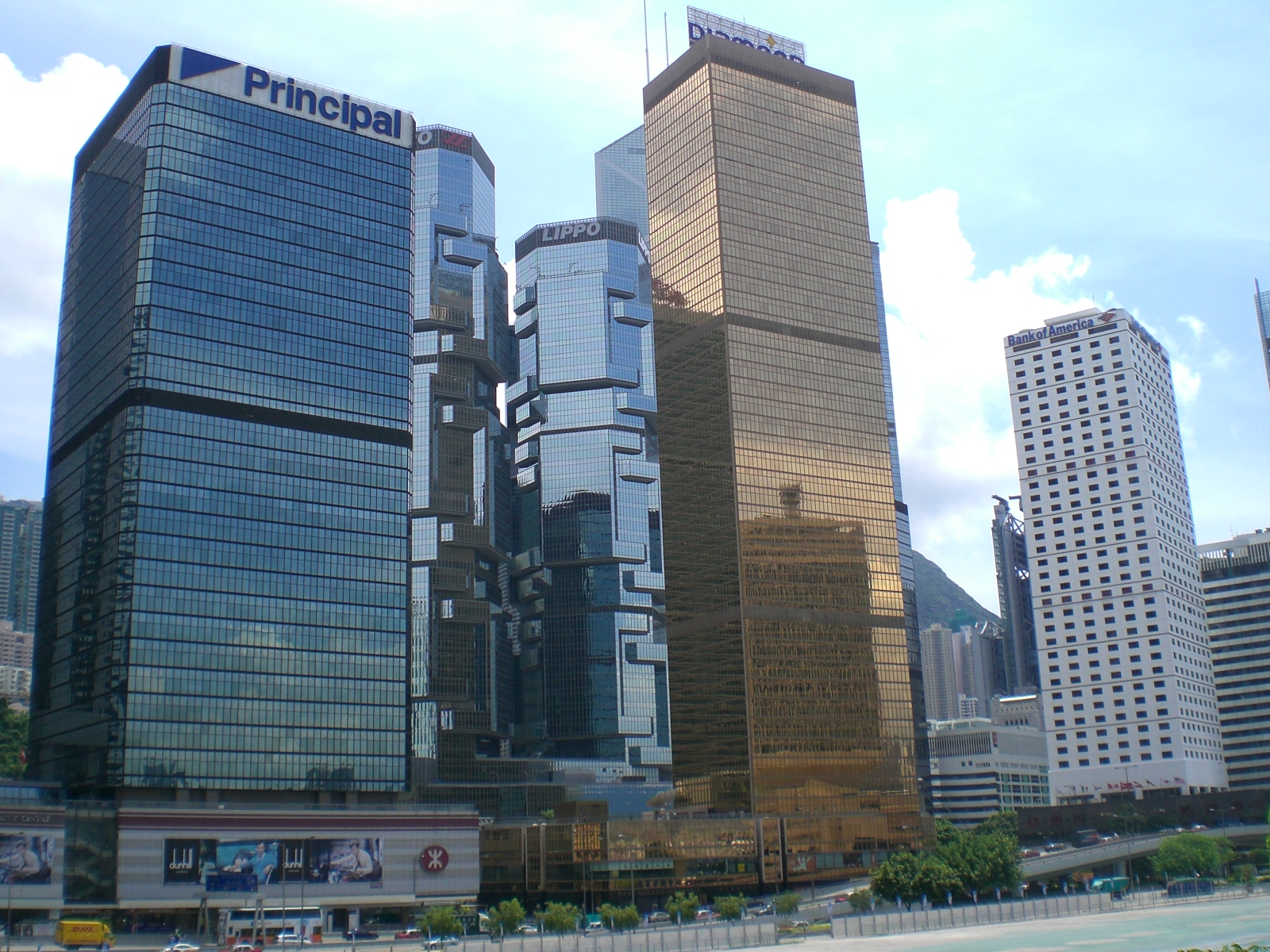
ヴィクトリア湾側から
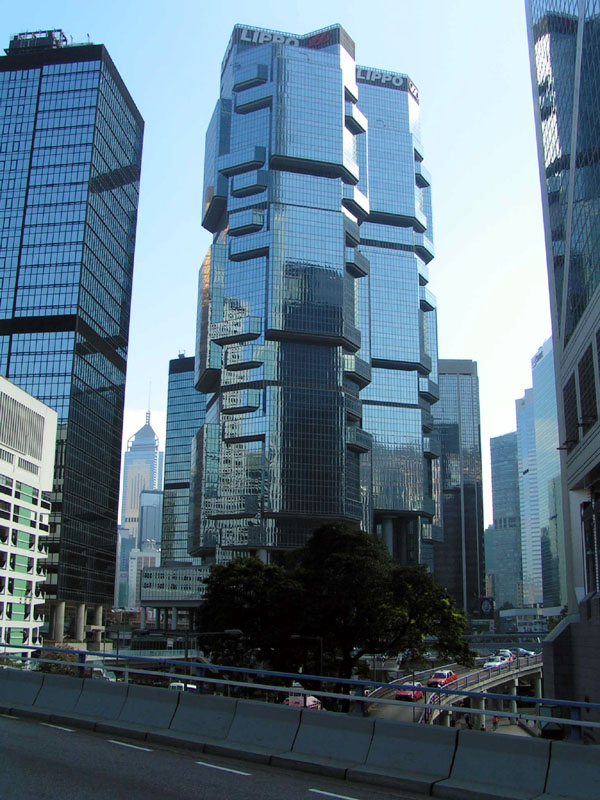
リッポーセンター全景
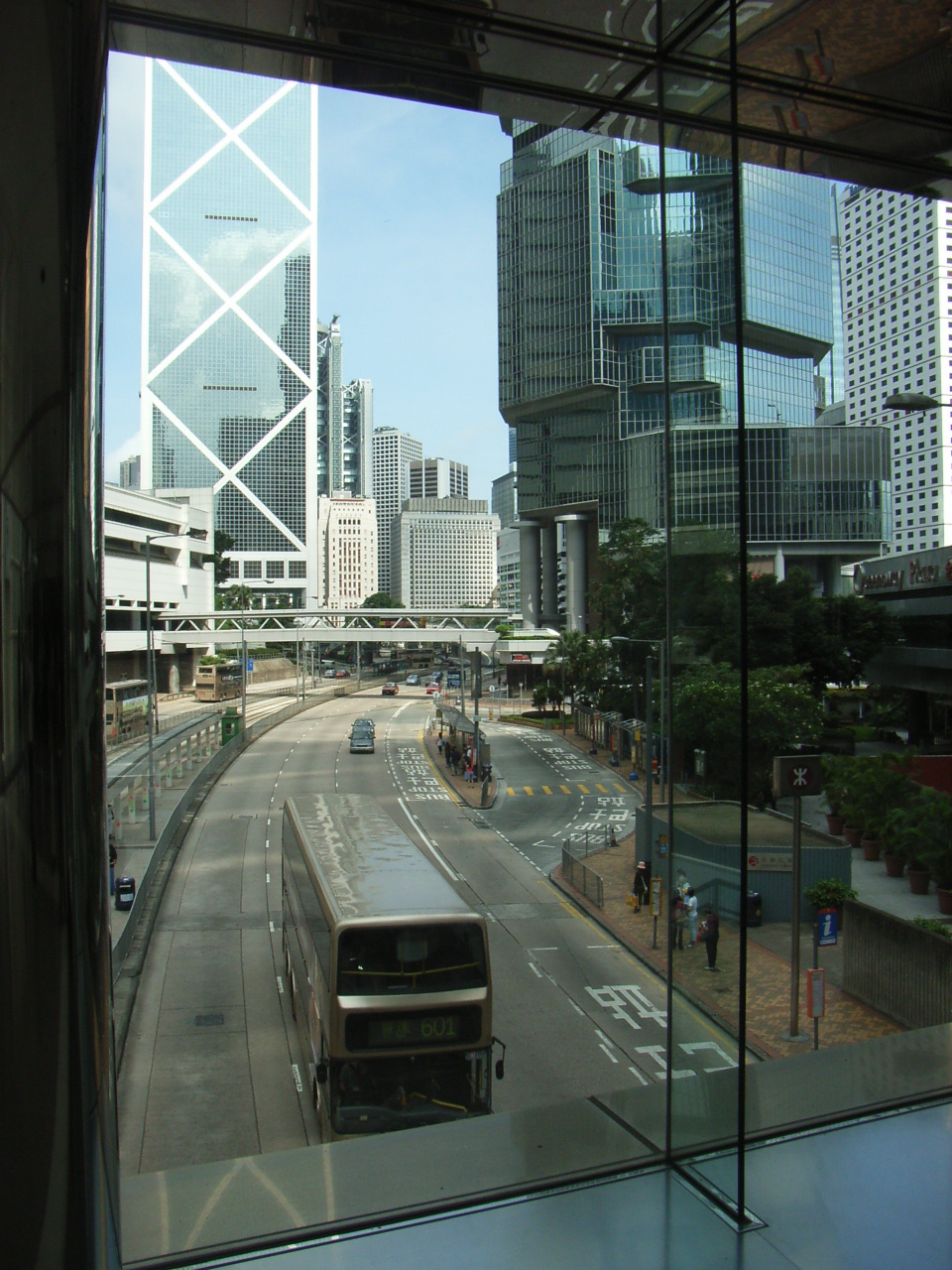
太古廣場のペデストリアンデッキより